# 랭고 (2011년 영화)
《랭고》(영어: Rango)는 고어 버빈스키 감독의 애니메이션 영화이다. 미국에서는 2011년 3월 18일에 개봉하였으며, 대한민국에서는 이보다 앞서 같은 해 3월 3일에 개봉하였다. 성우로 조니 뎁, 아일라 피셔, 아비게일 브레스린이 출연한다. 니켈로디언 무비즈가 제작하고 파라마운트 픽처스가 배급하였다. 이 영화는 마을 보안관에게 환영받지 못하는 베트남 전쟁 영웅에 관한 이야기이다.
《랭고》는 2011년 2월 14일 웨스트우드에서 초연되었고 2011년 3월 4일 파라마운트 픽처스에 의해 미국에서 개봉되었다. 이 영화는 1억 3천 5백만 달러의 예산에 비해 2억 4천 5백 7십만 달러의 수익을 올리며 비평가와 상업적으로 모두 큰 성공을 거두었다. 제84회 아카데미상에서 이 영화는 디즈니나 픽사가 아닌 영화로는 2006년 《해피 피트》 이후 처음으로 최우수 애니메이션상을 수상했으며, 2018년 《스파이더맨: 뉴 유니버스》까지 수상한 마지막 영화가 되었다.

## 줄거리
당신들이 아무렇게나 생각하는 그런 영웅이 아냐!! 예측을 불허하는 대단한 놈이 왔다! 광대한 모하비 사막에 툭 떨어진 정체 모를 카멜레온 랭고, 적응하려면 수백만 년이 걸린다는 모하비 사막에서 살아남기 위해 고군분투하던 랭고는 아주 우연한 계기로 사막의 무법자 매를 죽이게 된다. 얼떨결에 마을의 영웅이 되어버린 랭고는 황무지 빌리지의 보안관을 맡게 되는데... 위험이 도사리는 거대한 사막, 쫓고 쫓기는 추격, 예측 불허한 사건들 속에서 랭고의 운명은 과연 어떻게 펼쳐질까?

## 목소리 출연
- 랭고 - 조니 뎁
- 빈 - 아일라 피셔
- 프리실라 - 애비게일 브레슬린
- 거북이 존 - 네드 비티
- 로드킬 - 앨프리드 몰리나
- 방울뱀 제이크 - 빌 나이
- 발세이저 - 해리 딘 스탠턴
- 바드 빌 - 레이 윈스턴
- 서부의 정신 - 티머시 올리펀트
- 덕 - 스티븐 루트
- 럭키 - 메일리 플래너건
- 부 - 얼라나 우바크

## 반응

### 박스오피스
《랭고》는 북미에서 123,477,607달러, 기타 국가에서 122,246,996달러를 벌어들여 총 245,724,603달러를 벌었다. 이 영화는 2011년 전 세계에서 23번째로 높은 수익을 올린 영화이다.
북미에서 랑고는 개봉 첫날 $9,608,091을 벌어들였고 개봉 주말 $3,8079,323을 벌어들여 박스오피스 1위에 올랐다. 2011년 3월 26일, 이 영화는 북미에서 1억 달러를 돌파한 2011년 첫 번째 영화가 되었다.
북미 외 시장에서 첫 주말 동안 33개국에서 1,677만2,243달러를 벌어들였고, 2011년 3월에 국제 박스 오피스에서 두 번 1위를 차지했다. 비록 이 영화는 예산을 두 배로 늘리지 않았지만, 파라마운트에 의해 성공을 선언했고, 이후 자체 애니메이션 부서의 구성을 발표했다.

## 같이 보기
- 물 분쟁
- 사막화